# Жук Олександр Петрович
Жук Олександр Петрович (1894–?) — вчений, педагог, ректор Харківського медичного інституту (1927—1929).

## Біографія
Жук Олександр Петрович народився у 1894 р. у родині лікаря.
У 1919 р. закінчив медичний факультет Київського університету за спеціальністю соціальна та суспільна медицина.
З 1915 р. — член організації робітників єврейської національності — «Бунду», з якої вийшов в 1919 р. та вступив до партії більшовиків. Служив у 14-й та 1-й Кінній Армії, обіймав різні посади в політ- і санчастинах.
Був працівником у Харківському народному комісаріаті освіти (1921—1925).
1923—1924 — член виконавчого бюро наукової секції молодих лікарів, згодом член і голова правління Наукової асоціації лікарів. Коло його наукових інтересів включає медичну освіту і надання кваліфікованої медичної допомоги населенню.
1925—1927 — завідувач агітпропом виконкому МОПР (міжнародна організація допомоги борцям революції) в Москві.
З лютого 1927 р. — ректор Харківського медичного інституту (ХМІ).
Олександр Петрович стояв біля витоків утворення вищої медичної освіти в Україні, розробив систему підготовки лікарських кадрів, яка передбачала ранню спеціалізацію, що знайшло відображення в монографії «Проблемы медицинского образования» (1923), але його пропозиції не були втілені.
Тоді в інституті були 4 «ухили» — з терапії, хірургії, охорони материнства й дитинства, санітарії та гігієни, але у 1928 р. «ухили» були відмінені, тому що країні потрібні були лікарі широкого профілю.
У 1927 р. введено півторамісячний літній практикум, який проходили в лікувально-профілактичних закладах міста і села (для студентів IV курсу).
У виші (1922—1929) працювала предметно-планова комісія, з метою регулювання поточної навчальної роботи, впровадження нових методів викладання — розроблялися програми окремих дисциплін та нові навчальні плани.
ХМІ виконував відповідальну роботу зі складання планів та програм викладання усіх дисциплін, за якими потім вчилися усі медичні виші УРСР.
У 1928 затверджена перша навчальна програма кафедри гігієни праці, та відбулась реорганізація окремих кафедр.
Об'єднано кафедри госпітальної та факультетської неврології; кафедра офтальмології створена об'єднанням факультетської та госпітальної клінік очних хвороб (1927—1929).
1927 р. — створюються науково-дослідні кафедри — нормальна фізіологія та загальна патологія, поступово з'являються й інші (в подальшому науково-дослідні кафедри було злито з навчальними). Кафедри, очолювані вченими-медиками, формували напрямки та радянські наукові школи.
В 1929 р. утворено наукове студентське товариство.
О. П. Жук член редакційної колегії журналу «Український медичний архів».
У жовтні 1929 р. Олександра Петровича Жука звільнено з посади ректора «у зв'язку з переходом на іншу роботу».

## Науковий доробок
- Жук А. П. Проблемы медицинского образования. — Харьков, 1923.